# مورجي (مقاطعة فسا)
مورجي (بالإنجليزية: Mazraeh-ye Moruji)‏ هي human-geographic territorial entity تقع في فارس في إيران. يقدر عدد سكانها بـ 88 نسمة .